# Куп Истанбула 2006.
Куп Истанбула 2006. је један од два ВТА турнира који се одржавају седмицу пре Ролан Гароса, и траје од 22. маја до 29. маја 2007. Турнир је III категорије са наградним фондом од 200.000 долара. Игра се на отвореним теренима, са подлогом од шљаке. Ово је друга година одржавања овог турнира. Учествују 30 тенисерки у појединачној конкуренцији и 16 парова.
Прошлогодишња победница Винус Вилијамс није бранила титулу освојену прошле године. Код парова је исти случај, прошлогодишње победнице Марта Мореро из Шпаније и Антонела Сера Занети из Италије такође нису браниле титулу.

## Победнице

### Појединачно
Шахар Пер  Израел — Анастасија Мискина  Русија 1-6, 6-3, 7-6(3)
- Ово је за Шахар Пер трећа титула у каријери.

### Парови
Аљона Бондаренко  Украјина / Анастасија Јакимова  Белорусија — Сања Мирза  Индија / Алиша Молик  Аустралија 6-2, 6-4
- Ова победа је прва титула у каријери Аљоне Бондаренко и Анастасије Јакимове у игри парова.